# Reliëf (landschap)

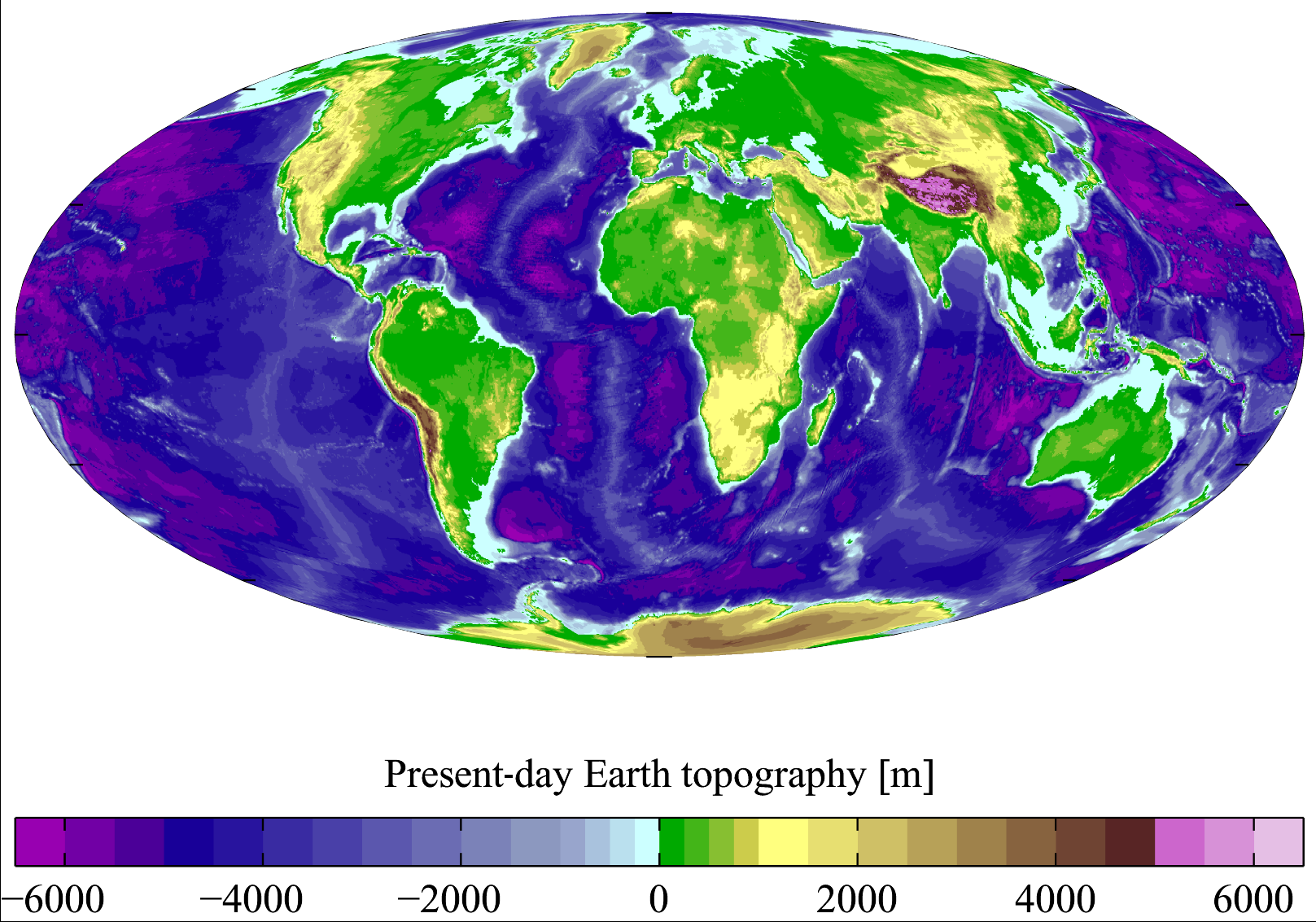
Reliëfkaart van de aarde

Het reliëf is in de aardrijkskunde het geheel van hoogtes en laagtes in het landschap, dat samen de verticale dimensie van het landschap vormt. Reliëf bestaat niet alleen uit het hoogteverschil tussen punten, maar ook uit de helling, de horizonlijn en de absolute hoogte van het oppervlak ten opzichte van het zeeniveau.

## Hoogte
De hoogte en hoogteverschillen in een landschap worden op het land vastgesteld door het meten van de hoogte. Onder water gebeurt dit door het meten van de diepte (dieptemeting of bathymetrie).
De hoogste punten in het landschap worden bergen of heuvels genoemd. Een berg is hoger dan een heuvel, maar er is geen scherpe grens tussen heuvel en berg. Wat in het ene gebied eerder een berg genoemd wordt, kan in het andere gebied een heuvel heten. Gebieden met veel bergen en een hoog reliëf worden gebergtes genoemd. Een gebied met weinig reliëf heet een vlakte. De hoogte van een vlakte ten opzichte van het zeeniveau bepaalt het verschil tussen hoogvlaktes en laagvlaktes. Als sprake is van een hoogvlakte met aan weerszijden aflopende hellingen, spreekt men van een plateau.
Op landkaarten kan de hoogte worden weergegeven door hoogtelijnen, die verschillende hoogtezones scheiden. Met behulp van kleuren kunnen die hoogtezones op de kaart worden aangegeven.

## Helling
Een helling kan worden beschreven met de hellingshoek (hoe steil de helling is) en de hellingsrichting (in welke richting ze helt). Een stuk grond dat naar dezelfde richting helt wordt een hellingsvlak genoemd. Als op een hellingsvlak neerslag valt, zal dat naar dezelfde richting afwateren of wegstromen. De plek waar twee verschillende hellingsvlakken bij elkaar komen heet een kniklijn. Is de kniklijn het laagste punt tussen de twee hellingsvlakken, dan is sprake van een dal, waar mogelijk een beek of rivier stroomt. Als de kniklijn het hoogste punt tussen de hellingsvlakken is, dan is er sprake van een kam. Een kam is onderdeel van een berg of heuvel.
Op kaarten kan de hellingshoek en hellingsrichting worden aangegeven met behulp van reliëfschaduwing. Ook kunnen de plaats en hoogte/diepte van opvallende reliëfelementen worden vermeld met symbolen of tekst.

## Belang
Kennis van het reliëf van een landschap is om verschillende redenen van groot belang.
- Het reliëf bepaalt in grote mate of een gebied geschikt is voor menselijke bewoning en activiteiten. Zo zijn vlakke gebieden over het algemeen geschikter voor landbouw en infrastructuur dan bergachtige streken.
- Het reliëf van een landschap dicteert de loop van het water, waar waterscheidingen zich bevinden en op welke wijze de natuurlijke afwatering plaatsvindt. Deze factoren bepalen mede de kwaliteit van het water.
- Kennis van reliëf is belangrijk bij het voorkomen van erosie. In de landbouw wordt het wegspoelen van vruchtbare aarde voorkomen door de aanleg van terrassen op sterk hellende gronden. Op licht hellende akkers kan erosie worden tegengegaan door te ploegen langs hoogtelijnen in plaats van de helling op en af.
- Vanuit militair oogpunt is reliëf van cruciaal belang omdat het bepaalt of en zo ja hoe een gebied kan worden veroverd dan wel verdedigd en op welke wijze troepenverplaatsingen en bevoorrading plaats kunnen vinden.
- Het reliëf van het aardoppervlak heeft veel invloed op het klimaat van een gebied. Twee dicht bij elkaar gelegen gebieden kunnen flink verschillen qua temperatuur of neerslaghoeveelheden door hoogteverschillen of een regenschaduw.

Het reliëf vormt samen met het gesteente of sediment het substraat. Het substraat, het klimaat en de mens zijn de zogenoemde conditionele factoren in het landschap. Dat wil zeggen dat deze drie factoren een grotere invloed op water, bodem en vegetatie hebben dan andersom.

## Ontstaan
Reliëf ontstaat door endogene en exogene factoren. Over het algemeen verkleinen de exogene krachten de door de endogene krachten gecreëerde hoogteverschillen. De geomorfologie beschrijft de vormen van het aardoppervlak vanuit hun ontstaan. 
Endogene krachten zijn krachten vanuit de aarde zelf. De aardkorst wordt vervormd door platentektoniek, vulkanisme en aardbevingen. Dit leidt tot de vorming van gebergten, troggen, breuken en plooiingen, allemaal processen die hoogteverschillen creëren.
Exogene krachten zijn krachten die van buitenaf op het reliëf inwerken zoals zwaartekracht, zonnestraling, wind, water, ijs en getijden. Deze krachten of een combinatie ervan veroorzaken processen als verwering, erosie en sedimentatie. Ook levende wezens kunnen het reliëf beïnvloeden, bijvoorbeeld mensen graven bergen af voor cementwinning en planten kunnen het aardoppervlak ophogen bij de vorming van hoogveen.